# Gartner
 For alternative betydninger, se Gartner Inc.. (Se også artikler, som begynder med Gartner Inc.)
En gartner beskæftiger sig med planteproduktion samt pleje, pasning, rådgivning og udvikling af alle typer planter. Gartner er en fælles betegnelse der dækker over en række forskellige fagområder. 
- En væksthusgartner beskæftiger sig med produktion af potteplanter, snitblomster, væksthusgrøntsager ol. i højt avancerede væksthuse. Her anvendes klimacomputere, transportbånd og i stigende grad maskiner for at sænke lønomkostningerne. Erhvervet er i disse år under stærkt pres grundet den stigende konkurrence fra lande som Holland, Spanien og Italien.
- En planteskolegartner kan være specialiseret indenfor planteproduktion af prydbuske, stauder, roser, frugttræer, frugtbuske og prydtræer. En planteskolegartner kan også være specialiseret indenfor detailbranchen og videresælge produkterne direkte til forbrugerene fx i et havecenter.
- Som frilandsgartner beskæftiger man sig med produktion af frilandsgrøntsager og blomstrende frilandsplanter.
- Frugtavlere producerer frugt og bær i store plantager.
- Anlægsgartnere anlægger og vedligeholder private haver, offentlige pladser og parker og spiller en væsentlig rolle i byfornyelses projekter. En grøn anlægsgartner beskæftiger sig med sammensætning og etablering af planter, hvorimod en grå anlægsgartner arbejder med belægning i form af fliser, brosten mv.
- Handelsgartnere, som danner detailledet i rækkefølgen "fra jord til bord", medtages traditionelt blandt gartnere, selv om de ikke nødvendigvis behøver at have gartneruddannelse eller erfaring.

Gartnerens arbejde består i vid udstrækning i at vande, gødske, beskære, sprøjte, så, plante, stikke samt pakning og klargøring af planter til salg.
Gartnerfaget har meget lange traditioner i Danmark. For at blive gartner skal man stå i lære i på 3 år og 8 måneder. Uddannelsen omfatter både praktiske færdigheder, teoretisk viden og faglige holdninger. Uddannelsen foregår dels på et praktiksted og dels på en fagskole. Der er for tiden følgende skoler, der uddanner gartnerelever (de tilbudte fagretninger er nævnt i parentes):
- Roskilde Tekniske Skole i Roskilde (væksthus-, planteskole- og anlægsgartnere)
- Selandia i Slagelse (anlægsgartnere)
- Kold College i Dalum (Odense) (anlægsgartnere, frugtavlere, væksthusgartnere)
- Jordbrugets UddannelsesCenter Århus (anlægsgartnere, frilandsgartnere, planteskolegartnere, væksthusgartnere)

Uddannelsen kan senere udbygges med en videreuddannelse som produktionsleder på et halvt år, eller som jordbrugsteknolog, der varer 2 år, og er rent teoretisk.
Endvidere kan faglærte gartnere uddanne sig til hortonomer (havebrugskandidater) på Det Biovidenskabelige Fakultet på Frederiksberg. Som udlært gartner kræves ikke en fuld gymnasial uddannelse for at påbegynde studiet.